# Mihail Kogălniceanu

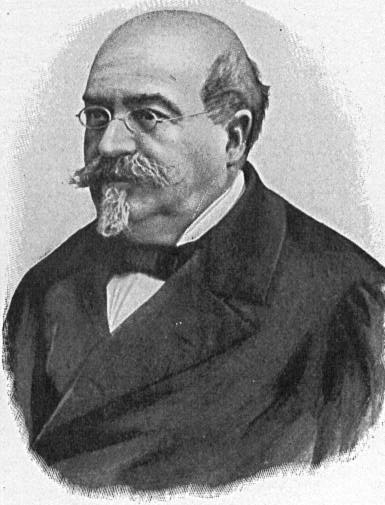
Mihail Kogălniceanu

Mihail Kogălniceanu (Ausspracheⓘ; * 6. Septemberjul. / 18. September 1817greg. in Iași; † 1. Juli 1891 in Paris) war ein rumänischer Politiker, Historiker und Publizist.

## Leben
Mihaeil Kogălniceanu entstammte der moldawischen Adelsfamilie Kogălniceanu. Sein Vater Ilie Kogălniceanu war Vornic, d. h. Minister für Justiz und Inneres, seine Mutter, Catinca, geborene Stavilla (oder Stavillă), stammte laut Kogălniceanus eigenen Aussagen „aus einer rumänischen Familie in Bessarabien“. Kogălniceanu wurde vom Fürsten Michael Stourdza zusammen mit dessen beiden Söhnen 1834 nach Lunéville, 1835 nach Berlin zur Ausbildung geschickt. Bis 1838 hielt er sich in Deutschland auf und machte sich mit der dortigen Wissenschaft und Bildung bekannt. Er schrieb eine Histoire de la Valachie et de la Moldavie (Bd. 1, Berlin 1837). Erfüllt von liberalen Ideen kehrte er 1838 in seine Heimat zurück. Mit dem Dichter Vasile Alecsandri und mit Constantin Negruzzi begründete er 1840 die wissenschaftlich-belletristische Revue Dacia literară. Auch wirkte er mit für die Begründung des Nationaltheaters und veröffentlichte die Arhiva rômanească (1840), eine Sammlung von geschichtlichen Dokumenten, und unter dem Titel Letopisite drei Bände rumänischer Chroniken (Jassy 1845–1852; 2. Auflage, Bukarest 1872).
1848 stand Kogălniceanu in Iași an der Spitze der Erhebung gegen den Fürsten Michael Stourdza und flüchtete nach Paris; im folgenden Jahr konnte er wieder heimkehren. Seinen politischen Einfluss verdankte er den Unionsparteien, für die er tätig war. Ab 1855 gab er das einflussreiche unionistische Organ Steaua Dunării heraus. Seit der Wahl Alexandru Ioan Cuzas zum Herrscher der vereinigten Fürstentümer Moldau und Walachei im Januar 1859 nahm Kogălniceanu, der absolutistisch und prorussisch gesinnt war, tätigen Anteil an den politischen Angelegenheiten des Landes, das Cuza 1861 als das Fürstentum Rumänien proklamierte. Als Unterrichtsminister begründete er die Universität Alexandru Ioan Cuza Iași. Am 11. Oktoberjul. / 23. Oktober 1863greg. übernahm er die Ministerpräsidentschaft von Rumänien. Er brachte erfolgreich ein Gesetz zur Säkularisation des Klosterbesitzes ein, das am 25. Dezember 1863jul. / 6. Januar 1864greg. auch angenommen wurde und in Kraft trat. Dann half er Cuza am 2. Maijul. / 14. Mai 1864greg. seinen Staatsstreich durchführen und erließ eine Reihe von Gesetzen auf dem Gebiet der Verwaltung, der Justiz, des Unterrichts, besonders das die Fronen gegen Entschädigung aufhebende Ruralgesetz. Er reformierte allerdings zu hastig, so dass er am 26. Januarjul. / 7. Februar 1865greg. als Ministerpräsident zurücktreten musste.
Unter der Regierung des Fürsten Karl von Hohenzollern-Sigmaringen war Kogălniceanu Mitglied der Abgeordnetenkammer und wurde am 16. Novemberjul. / 28. November 1868greg. Innenminister im Kabinett von Dimitrie Ghica, das bis zum 27. Januarjul. / 8. Februar 1870greg.  bestand. Während des konservativen Kabinetts von Lascăr Catargiu (1871–76) gehörte er zur liberalen Opposition. Als die Liberalen 1876 an die Regierung kamen, übernahm Kogălniceanu im April 1877 unter Ion C. Brătianu das Außenministerium und leitete es bis November 1878. Sodann war er von 1879 bis 1880 Innenminister. Er besaß jedoch nicht seinen früheren Einfluss. 1880 wurde er rumänischer Gesandter in Paris, aber bereits 1881 wieder abberufen. Schon früher als der russischen Seite zugeneigt ein Gegner Brătianus, trat er jetzt offen gegen diesen auf und bekämpfte dessen zu Österreich und Deutschland hinneigende Politik, doch ohne Erfolg, da sein Ansehen auch durch zweideutige Finanzgeschäfte erschüttert war. Er starb am 1. Juli 1891 im Alter von 73 Jahren in Paris.

## Nach Mihail Kogălniceanu benannte Orte
Der Internationale Flughafen der rumänischen Stadt Constanța trägt seit den 1950er Jahren seinen Namen, ebenso wie mehrere Ortschaften und eine Militärbasis.